# Huisseau-en-Beauce
Huisseau-en-Beauce – miejscowość i gmina we Francji, w Regionie Centralnym, w departamencie Loir-et-Cher.
Według danych na rok 1990 gminę zamieszkiwało 316 osób, a gęstość zaludnienia wynosiła 35 osób/km² (wśród 1842 gmin Regionu Centralnego Huisseau-en-Beauce plasuje się na 826. miejscu pod względem liczby ludności, natomiast pod względem powierzchni na miejscu 1202.).